# Атака мертвецов: Осовец
«Атака мертвецов: Осовец» (другое название «Осовецъ») — короткометражный российско-белорусский фильм режиссёра Василия Чигинского, вышедший на YouTube-канале World of Tanks 11 ноября 2018 года в день столетнего юбилея окончания Первой мировой войны. Фильм повествует о событиях обороны 13-й ротой 226-го Землянского полка российской крепости Осовец (до 1918 года Белостокский уезд Гродненской губернии, с 1918 года Вторая Речь Посполитая, ныне Польша) от войск германского ландвера во время Первой мировой войны. В фильме показаны два боестолкновения, одно из которых стало впоследствии называться Атакой мертвецов.
Производство фильма — Студия ООО «СерБ Продакшн» по заказу компании Wargaming. К моменту релиза Андрей Муравьёв, глава издательского подразделения Wargaming в СНГ, выразил мотивы создания фильма словами

«Спустя сто лет тексты учебников, чёрно-белые фото и видеохроники уже не могут убедительно донести до сегодняшнего зрителя все ужасы войны. Я надеюсь, что фильм выполнит поставленную перед ним задачу — благодаря использованию современного художественного языка заставить зрителя задуматься и разделить наше убеждение в том, что войнам нет места в реальном мире»
— Андрей Муравьёв «Атака мертвецов: Осовец»

## В ролях
| Актёр            | Роль                                                       |
| ---------------- | ---------------------------------------------------------- |
| Иван Добронравов | Владимир Котлинский подпоручик Русской императорской армии |
| Александр Вдовин | Архип Осипов фельдфебель Русской императорской армии       |
| Анвар Либабов    | майор германского рейхсхвера                               |
| Витас Эйзенах    | Хаузер эмиссар Красного креста                             |
| Ярослав Химченко | немецкий офицер                                            |
| Дмитрий Буренков | усатый русский солдат                                      |
| Алексей Шемес    | русский солдат                                             |
| Роман Фомин      | русский солдат                                             |
| Павел Балабанов  |                                                            |
| Пётр Ступин      |                                                            |

## Сюжет
Начало августа 1915 года. Восточный фронт Первой мировой войны. На подступах к крепости Осовец показан ближний бой между русскими и немцами, который был прерван после отступления и артобстрела германскими войсками. В этом бою спасают друг друга фельдфебель и подпоручик 13-й роты 226-го Землянского полка. Во время кратковременного ночного перемирия, предназначенного для того, чтобы похоронные команды могли забрать павших с поля боя, тот самый фельдфебель 13-й роты Архип Осипов, будучи раненным под трупами солдат, наблюдает немца в странной маске. Наутро Котлинский узнаёт, что в лазарет доставлен Архип Осипов, и подпоручик спешит туда, чтобы отблагодарить спасшего его во время боя фельдфебеля. Узнав от Архипа про маску (противогаз), офицер созывает всю роту и предупреждает о страшной участи защитников крепости, ведь своих противогазов у них не было. В 4:00 утра 6 августа (24 июля по действующему в царское время юлианскому календарю) 1915 года, дождавшись нужного направления и скорости ветра, немцы начали выпуск ядовитого хлора из заранее развёрнутых тридцати газобаллонных батарей. После того, как газ рассеялся, немцы пошли в атаку в пешем порядке, поскольку не встречали никакого сопротивления. Подойдя к русским позициям, они увидели множество тел с окровавленными повязками на лицах. Вдруг из-за бруствера появились бойцы русской императорской армии, ведомые своим командиром Котлинским, а с земли стали подыматься, казавшиеся мёртвыми мгновение назад, солдаты. Ослабленные химическим отравлением, они шли медленно, сплёвывая кровавые сгустки собственных лёгких. После того, как русские открыли огонь из стрелкового оружия, ошеломлённые увиденным немцы в ужасе стали бежать на свои позиции, затаптывая замешкавшихся сослуживцев. В итоге немецкая атака завершилась без продвижений и захватов русских оборонительных пунктов. Заканчивается фильм флешбэком, в котором в ночь перед страшным днём фельдфебель Архип Осипов находит в окопах подпоручика Котлинского с просьбой «Ваше благородие, дозвольте в биноклю вашу глянуть, а то завтра помру, так и не погляжу», после чего в ходе разговора показывает, что смерти возможно не бояться.

## Съёмочная группа
- Режиссёр: Василий Чигинский
- Авторы сценария: Василий Чигинский, Дмитрий Грунюшкин, Пётр Ступин
- Композитор: Виктор Сологуб
- Оператор: Вячеслав Лазарев
- Художник: Сергей Загорный, Сергей Стручёв